# Eloria edana
Eloria edana är en fjärilsart som beskrevs av William Schaus 1927. Eloria edana ingår i släktet Eloria och familjen tofsspinnare. Inga underarter finns listade i Catalogue of Life.